# مرغ مگس گلوآتشین
مرغ مگس گلوآتشین (نام علمی: Panterpe insignis) نام یک گونه از تیره مگس‌مرغان است.